# Massimo Ambrosini
Massimo Ambrosini (* 29. Mai 1977 in Pesaro (PU), Italien) ist ein ehemaliger italienischer Fußballspieler. Nach dem Rücktritt von Paolo Maldini war er von 2009 bis 2013 Kapitän der AC Mailand.

## Karriere

### Im Verein
Ambrosini begann seine Karriere in der Saison 1994/95 beim Serie-B-Klub AC Cesena. 1995 wechselte er zur AC Mailand. Um Spielpraxis zu sammeln, wurde er ein Jahr später an Vicenza Calcio ausgeliehen. In der Saison 1998/99 kam er nach Mailand zurück und konnte sich dort einen Stammplatz erkämpfen. Mit Mailand wurde Ambrosini viermal Meister (1996, 1999, 2004, 2011), Pokalsieger (2003), italienischer Supercupsieger (2004) und konnte zweimal die UEFA Champions League (2003, 2007) sowie den europäischen Supercup (2003, 2007) und die Klub-Weltmeisterschaft (2007) gewinnen.
Nach Auslaufen seines Vertrages am 30. Juni 2013 verließ Ambrosini den Verein und wechselte zum Ligakonkurrenten AC Florenz.

### In der Nationalmannschaft
Ambrosini ist ehemaliger Nationalspieler. Sein Länderspieldebüt gab er im April 1999 gegen Kroatien. An der WM 2002 konnte er wegen einer Knieverletzung nicht teilnehmen. Für die EM 2004 und WM 2006 wurde er nicht nominiert. Dafür nahm er mit Italien an der EM 2008 teil und kam in allen vier Spielen zum Einsatz.

## Erfolge/Titel
Als Nationalspieler 
- Vize-Europameister: 2000

 Mit seinen Vereinen 
- FIFA-Klub-Weltmeisterschaft: 2007
- UEFA Champions League: 2002/03, 2006/07
- UEFA-Champions-League-Finalist: 2004/05
- UEFA Super Cup: 2003, 2007
- Italienische Meisterschaft: 1995/96, 1998/99, 2003/04, 2010/11
- Italienischer Pokal: 2002/03
- Italienischer Supercup: 2004, 2011

 Persönliche Auszeichnungen 
- Ritter des Verdienstordens der Italienischen Republik: 2000